# بيري جيورجيو ريقونسي
بيري جيورجيو ريقونسي (بالإيطالية: Pierre Giorgio Regonesi)‏ (22 فبراير 1979 في إيطاليا - ) هو لاعب كرة قدم إيطالي في مركزي الظهير والدفاع. شارك مع منتخب إيطاليا تحت 15 سنة لكرة القدم ومنتخب إيطاليا تحت 16 سنة لكرة القدم ومنتخب إيطاليا تحت 17 سنة لكرة القدم ومنتخب إيطاليا تحت 18 سنة لكرة القدم ومنتخب إيطاليا تحت 19 سنة لكرة القدم ومنتخب إيطاليا تحت 20 سنة لكرة القدم. أما مع النوادي، فقد لعب مع أتالانتا ونادي إمبولي ونادي ريميني ويوفنتوس وUC AlbinoLeffe ‏.

## وصلات خارجية
- بيري جيورجيو ريقونسي على موقع قاعدة بيانات كرة القدم.إي يو (الإنجليزية)
- بيري جيورجيو ريقونسي على موقع Soccerway.com (الإنجليزية)
- بيري جيورجيو ريقونسي على موقع عالم كرة القدم.نت (الإنجليزية)